# خانلر (گوی‌گول)
خانلار (به لاتین: Xanlar، پس از ۱۲ ژوئن ۲۰۱۸ آق‌داغ Ağdağ) یک منطقه مسکونی در جمهوری آذربایجان است که در شهرستان گوی‌گول و در حومه شهر گوی‌گول واقع شده‌است.